# La storia infinita (serie animata)
La storia infinita (Die Unendliche Geschichte) è una serie televisiva a cartoni animati di produzione franco-tedesco-canadese di due stagioni prodotte tra il 1995 e il 1996, basata sul romanzo La storia infinita di Michael Ende.
In Italia è andata in onda su Telemontecarlo all'interno del contenitore Zap Zap nel 1997 e nel mondo anglosassone è nota col titolo The Neverending Story: The Animated Adventures of Bastian Balthazar Bux (La storia infinita: le avventure animate di Bastian Balthazar Bux).
Il character design di alcuni personaggi (per esempio il mordiroccia Junior, l'Imperatrice Bambina, il suo attendente Testalarga, l'albero parlante Barkis e il fortunadrago Fucor) è preso dal film La storia infinita 3 uscito un anno prima della produzione della serie animata stessa.

## Episodi
1. The Tears of Sadness
2. The Meek and the Mighty
3. The Purple Buffalo
4. Morla's Wish
5. Spook City
6. To Save Falkor
7. Missing Memories
8. Perilin
9. The Sea of Mist
10. Promises
11. Through the Misty Mountains
12. A Friendship That Flames
13. The Three Feeling Stones
14. The Belt of Invisibility
15. Good Deeds
16. Barktroll's Blame
17. The Searcher
18. End of Time
19. Thunder and Lightning
20. The Everlasting Night
21. After the Falls
22. Mirror, Mirror
23. The Dreaming Fields
24. The Atonal Trolls
25. The Race for the Ivory Tower
26. The Perfect Gift

## Doppiaggio
Il doppiaggio italiano è stato svolto presso lo studio Sefit-CDC, in collaborazione con Elettronica Sincrostudio, sotto la direzione di Cesare Barbetti.
| Personaggio           | Doppiatore originale | Doppiatore italiano |
| --------------------- | -------------------- | ------------------- |
| Bastian Balthazar Bux | Christopher Bell     | Paola Majano        |
| Falkor                | Howard Jerome        | Alessandro Rossi    |
| Barney                | Geoffrey Bowes       |                     |
| Xayide                | Janet-Laine Green    |                     |
| Engywook              | Wayne Robson         |                     |
| Gluckuk               | John Stocker         |                     |
| Vermin                | Len Carlson          |                     |